# Soro (India)
Soro è una città dell'India di 27.793 abitanti, situata nel distretto di Balasore, nello stato federato dell'Orissa. In base al numero di abitanti la città rientra nella classe III (da 20.000 a 49.999 persone).

## Geografia fisica
La città è situata a 21° 17' 17 N e 86° 41' 9 E e ha un'altitudine di 2 m s.l.m..

## Società

### Evoluzione demografica
Al censimento del 2001 la popolazione di Soro assommava a 27.793 persone, delle quali 14.214 maschi e 13.579 femmine. I bambini di età inferiore o uguale ai sei anni assommavano a 3.656, dei quali 1.900 maschi e 1.756 femmine. Infine, coloro che erano in grado di saper almeno leggere e scrivere erano 18.800, dei quali 10.641 maschi e 8.159 femmine.